# Андреас Лейнингенский
Андреас, князь Лейнингенский (Андреас Фюрст цу Лейнинген) (нем. Andreas Prinz zu Leiningen; род. 27 ноября 1955) — нынешний глава княжеского дома Лейнинген (с 30 октября 1991 года).

## Биография
Родился 27 ноября 1955 года во Франкфурте, Гессен, ФРГ. Второй сын Эмиха-Кирилла, князя Лейнингенского (1926—1991), и герцогини Эйлики Ольденбургской (1928—2016). Его старший брат, принц Карл-Эмих Лейнингенский (род. 1952), вступив в 1991 году во второй морганатический брак с Габриэлой Тиссен, был лишен отцом права на наследования Главенства в Лейнингенском Доме и княжеского титула.
Великая княгиня Мария Кирилловна Романова (1907—1951), бабка Князя Андреаса, была старшей дочерью великого князя Кирилла Владимировича, первого претендента на российский императорский трон, и принцессы Виктории Мелиты Эдинбургской (внучки Императора Александра II по материнской линии, и Королевы Виктории по отцовской). Из-за этого, Андреас находится в линии наследования бывшего российского престола. Его предок, Карл Фридрих Вильгельм Эмих, 3-й князь Лейнингенский (1804—1856), был сводным братом королевы Великобритании Виктории. Через своего отца Эмиха-Кирилла Андреас также является прямым потомком королевы Виктории и её внучки, принцессы Виктории Мелиты Эдинбургской, чьим вторым мужем был великий князь Кирилл Владимирович. Из-за этого родства Андреас находится в порядке наследования британского трона.

## Семья
5 октября 1981 года Андреас Лейнингенский в Аморбахе (Бавария) женился на Александре Ганноверской (род. 18 февраля 1959), младшей дочери принца Эрнста Августа Ганноверского (1914—1987) и принцессы Ортруды Шлезвиг-Гольштейн-Зондербург-Глюксбургской (1925—1980). У супругов трое детей:
- Наследный принц Фердинанд Лейнингенский (род. 8 августа 1982), женат с 29 апреля 2017 года на принцессе Виктории-Луизе Прусской, дочери Фридриха Вильгельма Прусского (род. 2 мая 1982), в браке родилось двое дочерей:
  - Александра (род. 2020)
  - Феодора (род.2021)
- Принцесса Ольга Лейнингенская (род. 23 октября 1984)
- Принц Герман Лейнингенский (род. 1987), женат с 25 марта 2017 года на Изабелле Хойбах (род. 27 января 1989), один сын:
  - Леопольд (род 2019)

## Титулы и стили
- 27 ноября 1955 года — 24 мая 1991 года: «Его Светлость Принц Андреас Лейнинген»
- 24 мая 1991 — 30 октября 1991 года: «Его Светлость Наследный Принц Лейнинген»
- 30 октября 1991 — настоящее время: «Его Светлость Князь цу Лейнинген, граф цу Дёрн, Владетель Аморбаха».